# 島根県立三瓶自然館
島根県立三瓶自然館（しまねけんりつさんべしぜんかん）は、島根県大田市三瓶町多根にある自然系の博物館。サヒメルの愛称がある。

## 概要
1991年10月19日、三瓶山などの島根県の自然をテーマとする博物館として開館した。1997年には柳生博が名誉館長に就任した。

## 構成

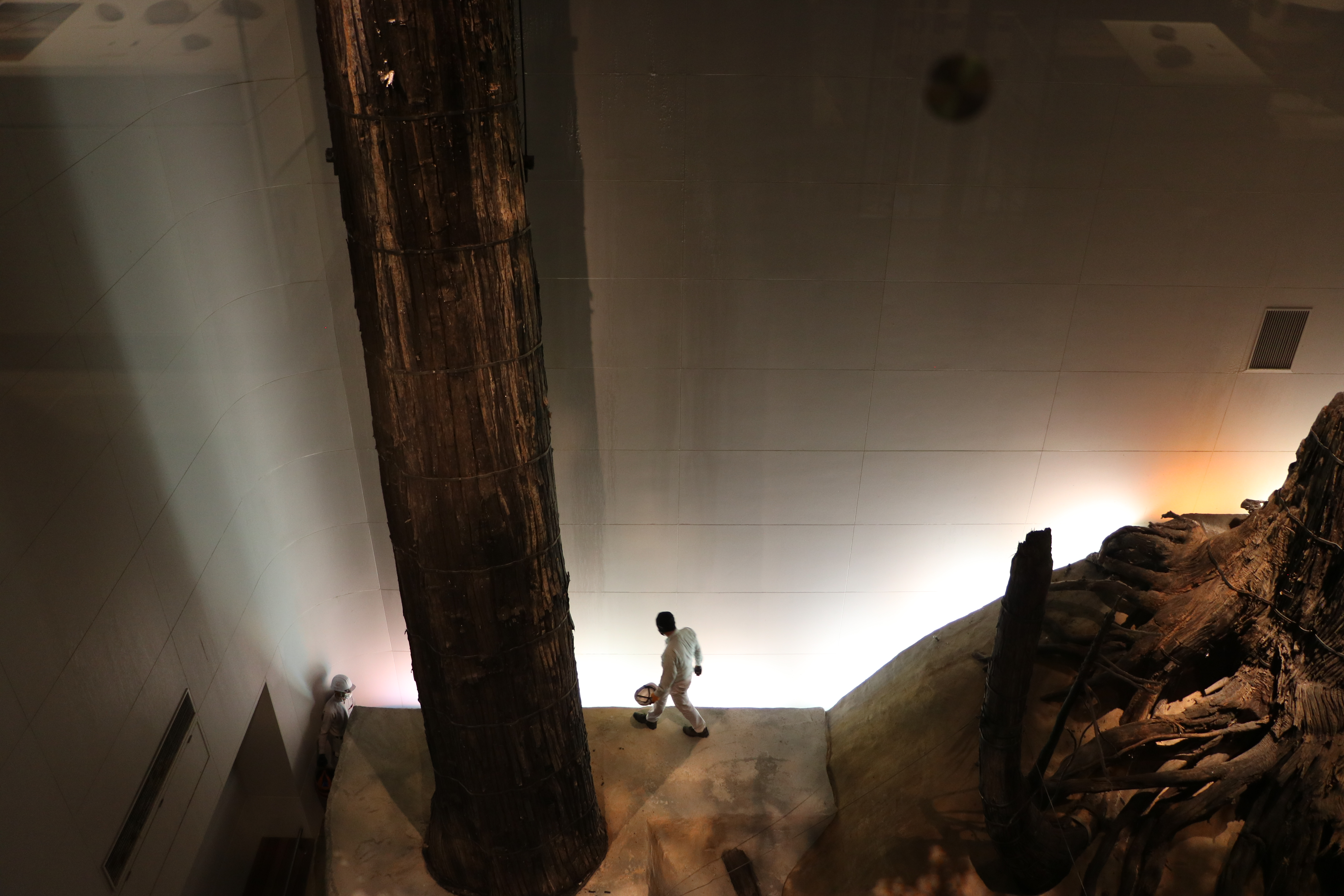
三瓶埋没林（埋没樹標本)。作業中の人物と比較すると大きさがよく分かる。
（2021年3月26日撮影）

### 本館
- ビジュアルドーム（大型ドーム映像、プラネタリウム）
- 島根の自然
- 三瓶の自然
- 身近な生き物
- レッドデータブックの生き物たち
- 野外観察コーナー

### 別館
- レクチャールーム
- 企画展示室

### 新館
- 三瓶埋没林（埋没樹標本等）
- こどもはくぶつかんフィールドガイドコーナー
- 環日本海地域の生い立ちと自然
- 天体観測施設・天文展示